# Пауль Юліус Мебіус
Пауль Юліус Мебіус (нім. Paul Julius Möbius; 24 січня 1853 , Лейпциг, Німецький союз  — 8 січня 1907 , Лейпциг, Саксонське королівство ) — німецький психіатр та невролог; доктор філософії та доктор медицини.

## Життєпис
Народився 24 січня 1853 року в місті Лейпцигу; син письменника та педагога Пауля Генріха Августа Мебіуса (1825—1889), онук німецького астронома-теоретика Августа Фердинанда Мебіуса.
1870 року вступив до Лейпцизького університету, де вивчав богослов'я та філософію і 1873 року здобув ступінь доктора філософії. Від 1873 вивчав медицину в Єнському та Марбурзькому університетах. 1877 року, здобувши науковий ступінь доктора медицини, вступив на службу до армії, де йому присвоєно звання «старший штаб-хірург» (нім. Oberstabsarzt).

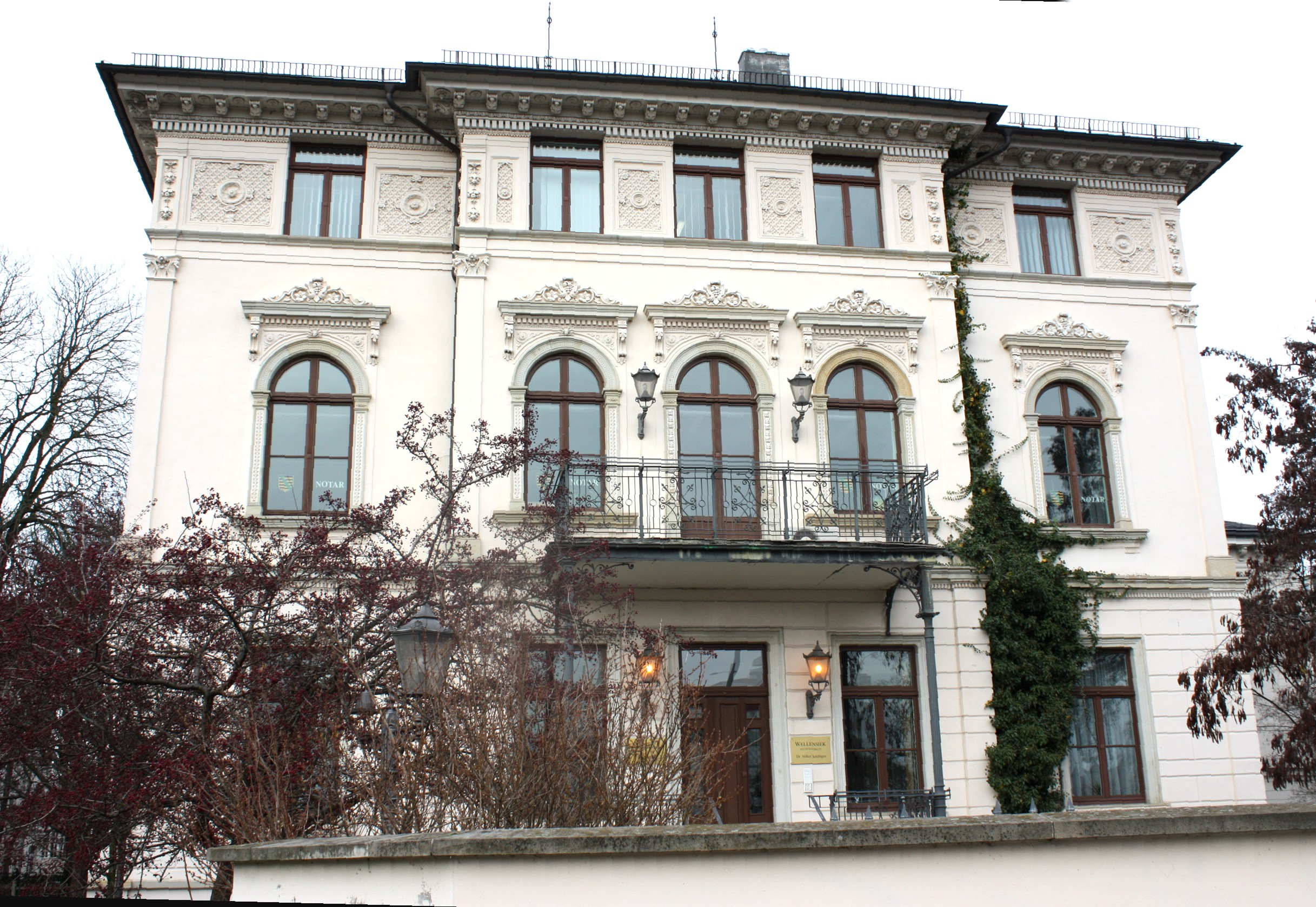
Будинок Мебіуса в Лейпцигу

Після демобілізації повернувся до Лейпцигу, де відкрив приватну практику і працював асистентом невролога Адольфа фон Штрюмпеля в університетській поліклініці, а 1883 року отримав право займатися неврологією самостійно. Від 1883 до 1893 року був приват-доцентом Лейпцизького університету, після чого, до кінця життя, практикував як невролог і психіатр у рідному місті.
У своїх наукових працях, які знайшли широке коло читачів не тільки серед лікарів, а й у суспільстві, вніс багато оригінальних поглядів у з'ясування природи та походження нервової слабкості, нервових схильностей. Деякі твори Мебіуса зустріли й різнобічну критику. Найбільшу увагу привернула його книга «Ueber den physiol. Schwachsinn des Weibes» (6-е видання, Галле, 1904).

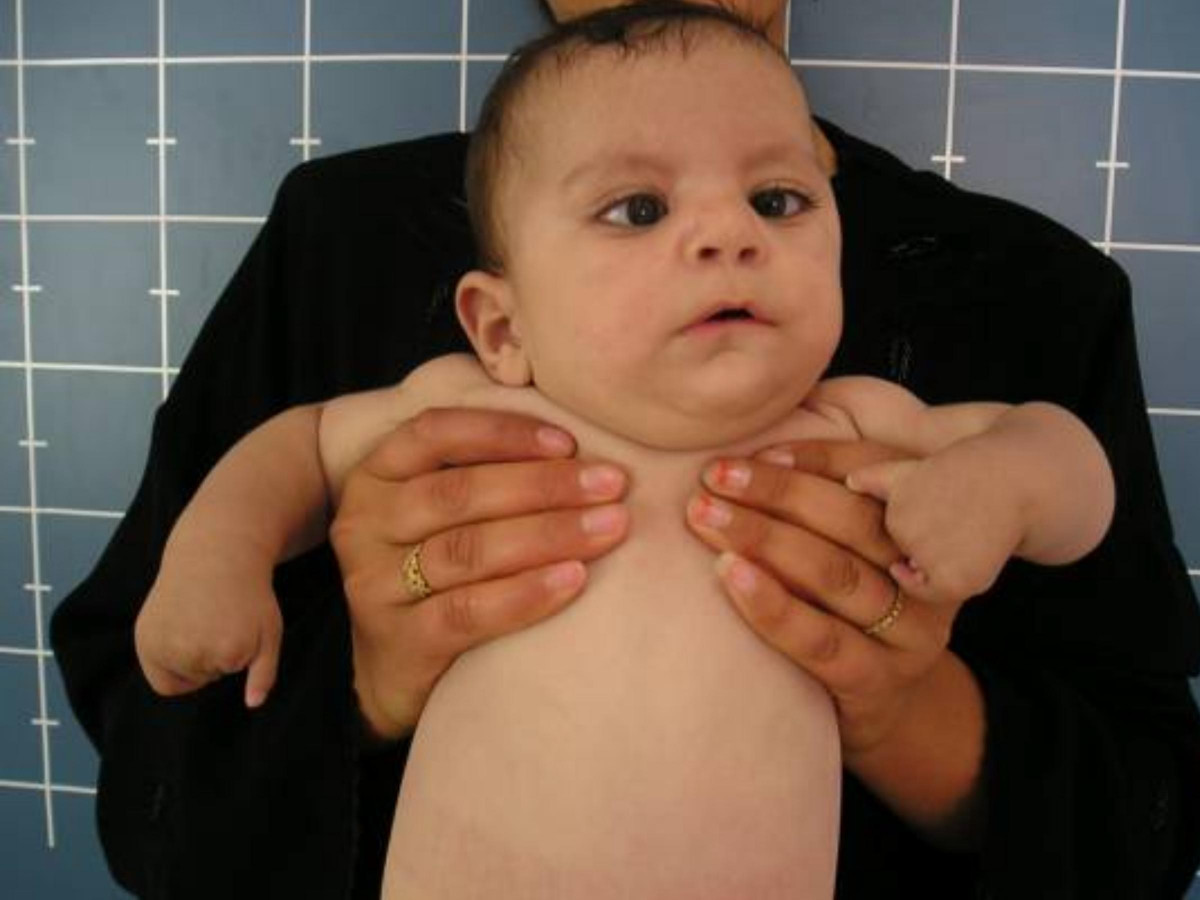
Синдром Мебіуса

1903 року в монографії «Ausgewählten Werken» розглянув з погляду невропатології характери багатьох геніальних людей (Руссо, Гете, Шопенгауера, Ніцше та інших), представляючи їхні особистості та діяльність у зовсім новому світлі.
Його ім'я носить синдром Мебіуса, який він вперше описав 1888 року; один із симптомів тиреотоксикозу — ознака Мебіуса (слабкість конвергенції очей, коли одне око сходиться, а інше розходиться при погляді на кінчик носа; стан, пов'язаний з хворобою Грейвса), а також синдром Лейдена — Мебіуса — м'язова дистрофія в ділянці тазу, яку він вивчав разом з Ернстом Віктором фон Лейденом.
Помер 8 січня 1907 року у Лейпцигу.